# Marc Bolan
Marc Bolan, (Rođen kao Mark Feld, * London, 30. rujna 1947. – London, 16. rujna 1977.) bio je engleski rock pjevač, gitarist i skladatelj popularan 1970-ih. Njegovi hitovi i scenski nastupi s njegovim pratećim sastavom T. Rex utrli su put glam rocku.

## Životopis

### Djetinstvo
Rođen je u obitelji vozača kamiona i odrastao u poslijeratnom istočnom Londonu u židovskom kvartu. Zaljubio se u rock and roll, slušajući Gene Vincenta, Eddie Cochrana, Arthura Crudupa i Chuck Berrya. U dobi od devet godina dobio je svoju prvu gitaru te počeo svirati u Skiffle sastavu, s petnaest godina napušta školu na obostrano zadovoljstvo. Postao je Mods, viseći non-stop po kafićima u Sohou. Kao Modsa su ga i zapazili te angažirali za nastup u jednoj kratkoj epizodi tv emisije Orlando.
Nakratko je radio kao maneken, zvali su ga John Temple Boy.
Bolanov interes se tada ponovno vratio na glazbu, u dobi od sedamnaest pokušao se probiti kao tipični folk pjevač, svirajući glazbu poput Dylana i Donovana. Ovaj pokušaj radio je pod umjetničkim imenom -Toby Tyler, zatim je promijenio ime u Marc Bolan i snimio svoju prvu singl ploču The Wizard za Decca Records.
Na početku 1967. njegov manadžer Simon Napier Bell dodao mu je prateći sastav John's Children, za njih je Bolan napisao pjesmu Desdemona koju je kasnije zabranio BBC zbog provokativnih stihova - podignite svoju suknju i poletite. 
Bolanov rad s tim sastavom bio je kratak. Nakon toga Bolan se počeo - otkačivati, tvrdio da je može levitirati, da je u Parizu pokupio tajne čarobnjaka i takve stvari, počeo je pisati neo-romantične stihove koji će se kasnije pojaviti na njegovom prvom albumu sa sastavom Tyrannosaurus Rex.

### Karijera sa sastavom Tyrannosaurus Rex
Nakon neuspjeha s grupom John's Children, Bolan je osnovao sa Steve Peregrine Tookom psihodelični sastav Tyrannosaurus Rex. S ovom novom grupom izdao je četiri albuma i četiri singl ploče, koje baš nisu bog zna kako prošle. Sastav je malo pomalo promijenio glazbeni stil i članove i od akustičarskog postao električni.
Zatim je Bolan, sada već oženjen za bivšu tajnicu June Child skratio naziv grupe u T. Rex, a zatim s njima snimio vlastitu pjesmu Ride a White Swan kojom dominira kotrljajući ritam pljeskanja ruku, Bolanova električna gitara i Finnove udaraljke.

### T. Rex i glam rock
Ride a White Swan, bila je stvar koja je izbacila Bolana u orbitu popela se na #2 britanske ljestvice, i bila rodonačelnik novog stila glam rocka
Bolan se je od tog vremena počeo vrlo šašavo i ekscentrično oblačiti i šminkati za svoje scenske nastupe.
Glam se neobično dopao i Bolanovu prijatelju Davidu Bowieu, s kojim se Bolan poznavao još iz rane mladosti ( zato je Bolan svirao gitaru na Bowiem singlu iz 1970. Prettiest Star). 
Bolan je zatim proširio svoj sastav T. Rex u kvartet, uzevši basista Steve Curria i bubnjara Bill Legenda. Zatim je izbacio singl Hot Love, pjesmu vesela ritma, ubrzo je postala #1, zatim je uslijedila Get It On, ponovno uspjeh #1, u Americi se taj hit nazvao Bang Gong (Get It On), da se izbjegne zabuna s pjesmom istog imena američkog sastava Chase. Pjesma se popela do #10 u Americi početkom 1972., to je bio i najveći uspjeh koji je Bolan imao u Americi.
U studenom 1971. godine je tadašnja izdavačka kuća sastava Fly Records, objavila singl Jeepster  s albuma  Electric Warrior bez Bolanova odobrenja, zbog tog je Bolan pobjesnio i raskinuo ugovor s Fly Records i otišao u EMI. Unatoč tome se Bolan uopće nije angažirao u promociji singla, Jeepster se popeo na # 2.
1972. godine Bolan se još dva puta popeo na britanski #1, i to sa singlicama; Telegram Sam i Metal Guru. Imao je dva hita # 2;  Children Of The Revolution i Solid Gold Easy Action.

### Pad popularnosti
Od kraja 1973. njegova zvijezda je počela tamnjeti, i pored toga što je imao jedan hit  #3 - 20th Century Boy, ostale pjesme iz tog doba; Groover i Truck On (Tyke) nisu dospjele na top ljestvice.
Sastav T. Rex se raspao, Legend je napustio grupu 1973. a Finn 1975. Također se raspao i Bolanov brak, jer se on spetljao sa svojom pratećom pjevačicom Gloriom Jones (ona mu je kasnije rodila i dijete 1975.). Nakon toga Bolan je počeo dobar dio svog vremena provoditi u Americi, i nadalje je uspjevao stvarati hitove, barem jedan svake godine, sve do svoje smrti 1977. godine.

### Preporod
Početkom 1977. Bolan je osnovao novi sastav i objavio album - Dandy in the Underworld i krenuo na britansku turneju, za predgrupu si je uzeo punk 
sastav The Damned kako bi privukao mlađu publiku. Zatim je dobio angažman na televiziji u glazbenoj emisiji pod nazivom Marc, gdje je on predstavljao nove sastave i interprete. Za ovaj nastup, Bolan je radikalno smršavio i izgledao kao mladić u zenitu svoje popularnosti.

### Smrt
Bolan je poginuo 16. rujna 1977. godine, dva tjedna prije svog 30. rođendana u automobilskoj nesreći koju je izazvala njegova nevjenčana supruga Gloria Jones koja je vozila njegov ljubičasti Mini Cooper i udarila u drvo.
Životni paradoks je u tome, da Bolan nije nikad naučio voziti auto, iako ih je posjedovao nekolicinu, poput slavnog bijelog Rolls Roycea, jer se panično bojao da će tako poginuti.

## Diskografija

### Singl ploče
- 1965.  The Wizard/Beyond The Rising Sun.  Decca F 12288.
- 1966.  The Third Degree/San Francisco Poet.  Decca F 12413.
- 1966.  Hippy Gumbo/Misfit.  Parlophone R 5539.

Sa sastavom John's Children
- 1967.  Desdemona/Remember Thomas A Beckett.  Track 604 003.
- 1967.  Midsummer's Night Scene/Sara Crazy Child.
- 1967.  Come And Play With Me In The Garden/Sara Crazy Child.  Track 604 005.

Sa sastavom Tyrannosaurus Rex
- 1968.  Debora/Child Star.(34).  Regal Zono RZ 3008.
- 1968.  One Inch Rock/Salamada Palaganda.(28).  Regal Zono RZ 3011.
- 1969.  Pewtor Suitor/Warlord Of The Royal Crocodiles.  Regal Zono RZ 3016.
- 1969.  King Of The Rumbling Spires/Do You Remember.(44).  Regal Zono RZ 3022.
- 1970.  By The Light Of A Magical Moon/Find A Little Wood.  Regal Zono RZ 3025.
- 1970.  Debora/One Inch Rock/Woodland Bop/Seal Of Seasons.(7).  Magnifly ECHO 102.

Sa sastavom Dib Cochran And The Earwigs
- 1970.  Oh Baby/Universal Love.  Bell 1121.

Sa sastavom T. Rex
- 1970.  Ride a White Swan/Is It Love/Summertime Blues.  Fly BUG 1.
- 1971.  Hot Love/Woodland Rock/King Of The Mountain Cometh.  Fly BUG 6.
- 1971.  Get It On/There Was A Time/Raw Ramp.  Fly BUG 10.
- 1971.  Jeepster]/Life's A Gas.  Fly BUG 16.
- 1972.  Telegram Sam/Cadillac/Baby Strange.  T.Rex Wax 101.
- 1972.  Metal Guru/Thunderwing/Lady.  EMI Marc 1.
- 1972.  Children Of The Revolution/Jitterbug Love/Sunken Rags.  EMI Marc 2.
- 1972.  Solid Gold Easy Action/Born To Boogie.  EMI Marc 3.
- 1973.  20th Century Boy/Free Angel.  EMI Marc 4.
- 1973.  The Groover/Midnight.  EMI Marc 5.

Sa sastavom Big Carrot
- 1973.  Blackjack/Squint Eye Mangle.  EMI 2047.

Sa sastavom T. Rex
- 1973.  Truck On (Tyke)/Sitting Here.(12).  EMI Marc 6.
- 1974.  Teenage Dream/Satisfaction Pony.(13).  EMI Marc 7.

Kao Marc Bolan
- 1974.  Jasper C. Debussy/Hippy Gumbo/The Perfumed Garden Of Gulliver Smith.  Track 2094 013.

Sa sastavom T. Rex
- 1974. Light Of Love/Explosive Mouth.(22).  EMI Marc 8.
- 1974. Zip Gun Boogie/Space Boogie.(41).  EMI Marc 9.
- 1975.  New York City/Chrome Sitar.(15).  EMI Marc 10.
- 1975.  Dreamy Lady/Do You Wanna Dance/Dock Of The Bay.(30).  EMI Marc 11.
- 1975.  Christmas Bop/Telegram Sam/Metal Guru.(Scheduled for release but canceled).  EMI Marc 12.
- 1976.  London Boys/Soul Baby.(40).  EMI Marc 13.
- 1976.  Hot Love/Get It On.  Cube BUG 66.
- 1976.  I Love To Boogie/Baby Boomerang.(13).  EMI Marc 14.
- 1976.  Laser Love/Life's An Elevator.(41).  EMI Marc 15.

S pjevačicom  Gloriom Jones
- 1977.  To Know Him Is To Love Him/City Port.  EMI 2572.

Sa sastavom T. Rex:
- 1977.  The Soul Of My Suit/All Alone.(42).  EMI Marc 16.
- 1977.  Dandy In The Underworld/Groove A Little/Tame My Tiger.  EMI Marc 17.
- 1977.  Celebrate Summer/Ride My Wheels.  EMI Marc 18.

## Vanjske poveznice
- Škola za glazbu i film Marc Bolan  Arhivirana inačica izvorne stranice od 20. rujna 2008. (Wayback Machine)
- Portal sa scenskim nastupima Marc Bolana  Arhivirana inačica izvorne stranice od 25. travnja 2006. (Wayback Machine)
- Marc Bolan i T.Rex  Arhivirana inačica izvorne stranice od 17. srpnja 2019. (Wayback Machine)